# Хъмбоулт (окръг, Айова)
Вижте пояснителната страница за други значения на Хъмбоулт.
Окръг Хъмбоулт (на английски: Humboldt County) е окръг в щата Айова, Съединени американски щати. Площта му е 1129 km², а населението - 10 381 души (2000). Административен център е град Дакота Сити.